# 経気管ジェット換気
経気管ジェット換気（けいきかんジェットかんき、英: transtracheal jet ventilation: TTJV）とは、高頻度換気の一種で、喉頭からのカニューレ（Cannula）を介して、通常手術室か集中治療室でしか使用できない特殊な人工呼吸器を用いて行う低一回換気量換気のことである。
この換気方法は、トリーチャーコリンズ症候群、ピエール・ロバン症候群、声門上または声門閉塞を伴う頭頸部手術など、困難気道が予想される場合に手術室で採用されることがある。気管挿管もマスク換気もできない緊急時（CVCI: cannot ventilate, cannot intubate）には推奨されていない。